# Băile Burnas, Cetatea Albă
Băile Burnas (în rusă Лебедёвка, transliterat: Lebediovka, în ucraineană Лебедівка, transliterat: Lebedivka, în germană Bad Burnas) este un sat în raionul Cetatea Albă din regiunea Odesa (Ucraina), depinzând administrativ de Tuzla. Are 26 locuitori, preponderent ucraineni.
Satul este situat la o altitudine de 14 metri, în partea sud-estică a raionului Tatarbunar, pe malul sud-estic al limanului Burnas și pe țărmul Mării Negre. El se află la o distanță de 28 km sud de localitatea Culevcea.
Până în anul 1947 satul a purtat denumirea oficială de Băile Burnas (în ucraineană Бад-Бурнас), în acel an el fiind redenumit Lebedîvka. Aici se află o stațiune balneară.

## Istoric
Satul Băile Burnas a fost înființat în anul 1787 de către coloniști germani, ca sat de vacanță pe malul Mării Negre.
Prin Tratatul de pace de la București, semnat pe 16/28 mai 1812, între Imperiul Rus și Imperiul Otoman, la încheierea războiului ruso-turc din 1806 – 1812, Rusia a ocupat teritoriul de est al Moldovei dintre Prut și Nistru, pe care l-a alăturat Ținutului Hotin și Basarabiei/Bugeacului luate de la turci, denumind ansamblul Basarabia (în 1813) și transformându-l într-o gubernie împărțită în zece ținuturi (Hotin, Soroca, Bălți, Orhei, Lăpușna, Tighina, Cahul, Bolgrad, Chilia și Cetatea Albă, capitala guberniei fiind stabilită la Chișinău). În urma Tratatului de la Paris din 1856, care încheia Războiul Crimeii (1853-1856), Rusia a retrocedat Moldovei o fâșie de pământ din sud-vestul Basarabiei (cunoscută sub denumirea de Cahul, Bolgrad și Ismail). În urma acestei pierderi teritoriale, Rusia nu a mai avut acces la gurile Dunării. În urma Unirii Moldovei cu Țara Românească din 1859, acest teritoriu a intrat în componența noului stat România (numit până în 1866 "Principatele Unite ale Valahiei și Moldovei"). În urma Tratatului de pace de la Berlin din 1878, România a fost constrânsă să cedeze Rusiei sudul Basarabiei.
După Unirea Basarabiei cu România la 27 martie 1918, satul Băile Burnas a făcut parte din componența României, în Plasa Tuzla a județului Cetatea Albă. 
Ca urmare a Pactului Ribbentrop-Molotov (1939), Basarabia, Bucovina de Nord și Ținutul Herța au fost anexate de către URSS la 28 iunie 1940. După ce Basarabia a fost ocupată de sovietici, Stalin a dezmembrat-o în trei părți. Astfel, la 2 august 1940, a fost înființată RSS Moldovenească, iar părțile de sud (județele românești Cetatea Albă și Ismail) și de nord (județul Hotin) ale Basarabiei, precum și nordul Bucovinei și Ținutul Herța au fost alipite RSS Ucrainene. La 7 august 1940, a fost creată regiunea Ismail, formată din teritoriile aflate în sudul Basarabiei și care au fost alipite RSS Ucrainene . 
În perioada 1941-1944, toate teritoriile anexate anterior de URSS au reintrat în componența României. Apoi, cele trei teritorii au fost reocupate de către URSS în anul 1944 și integrate în componența RSS Ucrainene, conform organizării teritoriale făcute de Stalin după anexarea din 1940, când Basarabia a fost ruptă în trei părți. 
În anul 1947, autoritățile sovietice au schimbat denumirea oficială a satului din cea de Băile Burnas în cea de Lebedîvka. În anul 1954, Regiunea Ismail a fost desființată, iar localitățile componente au fost incluse în Regiunea Odesa. 
Începând din anul 1991, satul Băile Burnas face parte din raionul Tatarbunar al regiunii Odesa din cadrul Ucrainei independente. În prezent, satul are 26 locuitori, preponderent ucraineni.

## Stațiune balneară
Băile Burnas este o stațiune amplasată pe malul sud-estic al limanului Burnas, la Marea Neagră. Ea este înconjurată de o pădure de stejari și de pini. Localitatea este amplasată pe o bară de nisip care separă lacul Burnas de Marea Neagră. În timp, suprafața pădurii de conifere s-a micșorat, în locul defrișat fiind construite case de vacanță. 
Astăzi stațiunea poate găzdui, în același timp, 2.000 de turiști. Localitatea dispune de un litoral cu lățimea de aproximativ 400 de metri, pe care în fiecare vară se montează corturi. Prin această stațiune au trecut regii României, mareșalul Józef Piłsudski (1867-1935) al Poloniei, nobili și prinți din Rusia. De asemenea, în stațiune au venit și oameni simpli pentru a-și recăpăta sănătatea. Aerul sărat al mării combinat cu aerul de pădure de conifere și cu aerul fierbinte de stepă conferă virtuțile terapeutice ale stațiunii. Aici se folosește nămolul în tratarea terapeutică a une game foarte mari de boli ale organelor interne, pielii și a sistemului muscular-scheletic. 
Aici există în prezent mai multe sate de vacanță ("Riviera", "Moldova", "Niva", "Volna"), Pensiunea "Luci", o discotecă, un cinematograf, o piață și un pichet de grăniceri. În partea de est se află un far cu lumină roșie amplasat într-un turn de 13 m. 

## Demografie
Componența lingvistică a localității Băile Burnas
     Ucraineană (80,77%)
     Rusă (19,23%)
Conform recensământului din 2001, majoritatea populației localității Băile Burnas era vorbitoare de ucraineană (80,77%), existând în minoritate și vorbitori de rusă (19,23%).
2001: 26 (recensământ)

## Fauna
Aici este locul de reproducere a mai multor specii de păsări migratoare: pelicani, lebede, rațe sălbatice etc. 